# Monika Greis
Monika Greis (* um 1955) ist eine ehemalige deutsche Schönheitskönigin und Fotomodell.  
1978 wurde sie als Miss Süddeutschland im München Hilton ohne Endwahl zur Miss Germany ernannt. Den Wettbewerb hatte ihre Vorgängerin, Dagmar Winkler veranstaltet.
Im November des gleichen Jahres nahm sie in London an der Wahl zur Miss World teil.